# Grobowiec Franciszka Kindermanna
Grobowiec Franciszka Kindermanna – grobowiec w części ewangelickiej Starego Cmentarza w Łodzi – prosta ściana parawanowa przypomina do złudzenia budynek składający się z trzech skrzydeł tworzących literę E, nakrytych płytą. Jako materiał zastosowano jasnoszary granit. Inskrypcja z odlewanych z brązu liter: Familie Franz Kindermann.